# Румянцов, Александр Васильевич
Александр Васильевич Румянцов (17 апреля 1826 — 21 октября 1886) — контр-адмирал Российского Императорского флота.

## Биография
Василий Румянцов родился 17 апреля 1826 года в семье лейтенанта, будущего адмирала Российского Императорского флота В. И. Румянцова. Первоначальное обучение прошёл в доме родителей.

## Служба
21 февраля 1845 года определён на службу кадетом в штурманский полуэкипаж Балтийского флота.
11-го апреля 1848 года произведён в чин кондуктора Корпуса флотских штурманов. Продолжил службу на яхте «Королева Виктория» и пароходе «Фонтанка».
6 декабря 1849 года произведён в чин прапорщика Корпуса флотских штурманов.
В 1850 году крейсировал по Финскому заливу и Балтийскому морю на линейном корабле «Полтава» и фрегате «Амфитрида».
15 октября 1851 года А. В. Румянцов был переведён в мичманы по флоту. До 1854 года продолжил плавания по Балтийскому морю.
Во время Крымской войны, в 1854 году принял участие в защите крепости Свеаборга от нападения англо-французского флота.
С 1855 года по 1856 год на пароходо-фрегате «Гремящий» находился в кампании на восточном Кронштадтском рейде.
1 января 1858 года произведён в чин лейтенанта с назначением в должность командира 2-й роты 10-го флотского экипажа и адъютанта при штабе этого же экипажа.
С 1858 года вновь на пароходо-фрегате «Гремящий», а с 1863 года на корабле «Император Павел» в плаваниях по Финскому заливу. В 1865 году награждён орденом Святого Станислава III степени «за успешное обучение морской команды».
В 1866 году назначен командовать винтовой канонерской лодкой «Забияка». В 1867 году участвовал в проводке гидравлического дока из Кронштадта в Петербург.
1 января 1869 года произведён в чин капитан-лейтенанта. 22 марта того же года назначен заведовать фрегатом «Светлана» во время его перевооружения и капитального ремонта с тимберовкой на Кронштадтском пароходном заводе. В это же время состоял председателем экипажного суда 1-го флотского экипажа.
В 1870 году переведён в 7-й флотский экипаж с назначением командиром парохода «Петербург», на котором совершил рейсы, преимущественно, между Кронштадтом и Петербургом.
1 января 1877 года произведён в чин капитана 2-го ранга.
1 января 1881 года произведён в чин капитана 1-го ранга.
1 января 1886 года с производством в чин контр-адмирала уволен со службы. 21 октября этого же года Александр Васильевич скончался.